# Anodus
Anodus là một chi rêu trong họ Seligeriaceae.